# Martha Duhalt
Martha Argelia García Escobar, conocida con el nombre artístico de Martha Duhalt (Ciudad de México, 17 de marzo de 1943 - 7 de mayo de 2018) fue una actriz y cantante mexicana. Es ampliamente recordada por su interpretación en lengua castellana de la canción Las botas que uso pueden caminar (These Boots Are Made for Walkin') y también por su papel de Alicia Contreras en la película El hijo de Gabino Barrera.
Su trayectoria artística abarcó la década de los años 60, dándose a conocer musicalmente por la compañía Orfeón con temas que en ese momento se escuchaban en la radio e interpretadas por artistas predominantemente extranjeros; entre sus canciones están: Vuelve a mi, No es tan fácil tener 18 años (Non è facile avere 18 anni), A nadar, Confesémonos, Ya no te extraño más, Para toda la vida, Tú eres mi mundo (Il mio mondo), Llama (Call me) y Yo te daré más.
En el año de 1966 graba para la CBS la que sería su canción más emblemática: Las botas que uso pueden caminar, original del compositor norteamericano Lee Hazlewood (These boots are made for walking) que se haría famosa en la voz de Nancy Sinatra y que fuera versionada al español por Martha Duhalt con arreglos y dirección de Sergio Pérez. Esta canción se promocionó en sencillo teniendo del lado "B" la balada Seis razones –o Sixteen reasons escrita a finales de 1959 por los compositores norteamericanos Bill and Doree Post.

De acuerdo a las publicaciones periódicas de la revista estadounidense Cash Box del año 1966, la interpretación de Duhalt de la canción "Las botas..." permaneció en las listas de popularidad mexicana a lo largo de siete semanas, siempre dentro de los diez primeros lugares, y durante el mes de mayo logró colocarse en la tercera posición de mayores ventas correspondientes al mercado discográfico nacional.
Junto con el tema de Las botas que uso pueden caminar, la CBS también en 1966 editó dos sencillos más con exclusivas interpretaciones de Duhalt; el primero de ellos se caracterizó por contener la versión en lengua castellana de la canción Sinfonía del corazón (My heart’s symphony) del compositor y tecladista Glen Dee Hardin, e interpretada en su idioma original por la agrupación estadounidense Gary Lewis & the Playboys; en lo que respecta a la otra grabación (EPC 594), que en sentido estricto corresponde a un EP ya que integra un total de cuatro temas, cuenta con los arreglos y la dirección del experimentado trombonista de jazz y director de orquesta Chuck Anderson, recordado principalmente por su trabajo de instrumentación que realizó de manera exitosa para figuras de la talla de Javier Solís y Enrique Guzmán.
En cuanto a la actividad fílmica, su incursión en el cine fue breve, aunque no menos memorable. En 1965 participa con papel protagónico en la película de René Cardona El hijo de Gabino Barrera como Alicia Contreras trabajando al lado de grandes estrellas del momento como lo fueron Antonio Aguilar, Jaime Fernández y Eric del Castillo, con una breve aparición en la secuela La venganza de Gabino Barrera de 1967. El filme El hijo de Gabino Barrera tuvo su preestreno en los cines Mariscala y Carrusel de la Ciudad de México y permaneció en cartelera durante siete semanas.
También se le puede ver formando parte de la coreografía al lado de Alberto Vázquez en algunas de las películas de El Santo como son  “El espectro del estrangulador” de 1963 –en donde Vázquez interpreta la canción Amor, Amor de Gabriel Ruiz- y en “Santo vs El Estrangulador” –esta vez Vázquez interpreta Sixteen Tons de autoría de George S. Davis-.

Su belleza física la condujo al mundo del modelaje, condición que incluso le permitió concursar en el certamen Señorita México el 1 de julio de 1965 representando al Distrito Federal, junto con otras participantes de la misma entidad y teniendo como sede el Auditorio de Televicentro de la Ciudad de México; adicionalmente, participó en las muy populares fotonovelas de la época (a partir de 1963) dentro de la línea llamada Novelas de Amor y que fuera publicada por la ya desaparecida casa editorial “Publicaciones Herrerías, S.A.”.
Le sobreviven su esposo, de profesión abogado, y tres hijos; el de mayor edad es también jurista y el menor ejerce la carrera de arqueólogo.